# Arthur Haberlandt
Arthur Haberlandt (Bécs, 1889. március 9. – Bécs, 1964. május 28.) osztrák múzeumigazgató, egyetemi professzor.

## Élete
Édesapja Michael Haberlandt etnológus. Arthur Haberlandt volt 1924 és 1945 között a bécsi Osztrák Néprajzi Múzeum igazgatója. A bécsi egyetemnek professzora volt.

## Írásai
- Die Holzschnitzerei im Grödner Tale, Werke der Volkskunst II, Wien, 1911
- Prähistorisches in der Volkskunst Osteuropas, Werke der Volkskunst II, 1913
- Volkskunst der Balkanländer, in ihren Grundlagen erläutert, Wien, 1919
- Volkskunde von Niederösterreich, Wien, 1921
- Volkskundliches aus Groß-Wien, Wiener Zeitschrift für Volkskunde XXVIII, 1923
- Volkskunde und Vorgeschichte, Jahrbuch für historische Volkskunde I, 1925
- Die volkskundliche Kultur Europas in ihrer geschichtlichen Entwicklung, Illustrierte Völkerkunde II/2, Stuttgart, 1926
- Die Volkstrachten der Alpen, Die österreichischen Alpen, Wien-Leipzig, 1928
- Aufruf zur Mitarbeit am "Atlas der deutschen Volkskunde", Wiener Zeitschrift für Volkskunde XXXIV, 1929
- Aberglaube und Vorurteile des Volkes in der Kinderpflege, Kinderärztliche Praxis II, Leipzig, 1931
- Zur Wiederbelebung der Volkstracht, Volksbildung XIII, Wien, 1933
- Deutsches Volkstum im Burgenland, Wiener Zeitschrift für Volkskunde XXXIX, 1934
- Die deutsche Volkskunde. Eine Grundlegung nach Geschichte und Methode im Rahmen der Geisteswissenschaften, Halle/Saale, 1935
- Das Gefüge der deutschen und slawischen Volkskultur im Umkreis der Tschechoslowakei, Heimatbildung XVII, Reichenberg, 1936
- Zur Darstellung des Lebensbaumes in der deutschen Volkskunst, Wiener Zeitschrift für Volkskunde XLIII, 1938
- Zum Alvismal, Deutsche Volkskunde V, München, 1943
- Ein Kannenwagen als Festtranksbehälter, Mitteilungen der Anthropologischen Gesellschaft in Wien LXXX, 1950
- 60 Jahre vergleichende Bauernhausforschung im Rahmen der Anthropologischen Gesellschaft in Wien, Mitteilungen der Anthropologischen Gesellschaft in Wien LXXXII, 1952, S. 22 ff.
- Taschenwörterbuch der Volkskunde Österreichs, Wien, 1953
- Taschenwörterbuch der Volkskunde Österreichs. Der andere Teil, Wien, 1959